# Regole del volo strumentale
Le regole del volo strumentale, o instrument flight rules, in genere abbreviate come IFR, sono regole di volo comprendenti una serie di procedure e regolamenti ideati per consentire il volo degli aeromobili anche in condizioni nelle quali i piloti non siano in grado di vedere ed evitare gli ostacoli, il terreno o altri aeromobili in volo. Si contrappongono alle regole del volo a vista, o visual flight rules (VFR), nelle quali il pilota è il principale ed esclusivo responsabile del vedere ed evitare gli ostacoli. In condizioni IFR, la navigazione e il controllo del velivolo sono ottenuti per mezzo della strumentazione di bordo ed è consentita la navigazione attraverso le nuvole, mentre in VFR no.
Il traffico commerciale (volo con trasporto di passeggeri o carico pagante) opera quasi esclusivamente in regime di IFR.
Il volo strumentale viene condotto all'interno dell'abitacolo dal pilota tramite l'apparecchiatura di bordo: orizzonte artificiale, altimetro, variometro e virosbandometro sono gli strumenti principali che vengono impiegati per avere rispettivamente indicazioni di riferimento al suolo, altitudine e rollio. Le regole della separazione tra il traffico IFR e quello VFR vengono applicate in spazi aerei controllati per mantenere una distanza minima tra i due tipi di traffici dai controllori del traffico aereo attraverso l'emissione di apposite autorizzazioni. 
Per navigare in IFR seguendo la rotta prescelta, si può far uso di diversi sistemi di navigazione, come la navigazione satellitare, la navigazione radar, la navigazione inerziale e la radionavigazione attraverso stazioni di terra come VOR, VOR-DME, Loran C, NDB.
Volare in IFR permette ai piloti di decollare anche quando le condizioni di visibilità sono al di sotto dei valori minimi meteorologici (VMC), in modo tale da non essere trattenuti a terra da condizioni meteo sfavorevoli al volo (nuvole, nebbia, foschia, ecc.) causate dal tempo che impongono le condizioni meteorologiche strumentali (IMC). 
Le metodologie di navigazione IFR sono state ampliate nei primi anni 1990 per comprendere la navigazione d'area (o RNAV) e le relative procedure.